# Szabó Győző (színművész)
Szabó Győző (Nyírbátor, 1970. július 7. –) Jászai Mari-díjas magyar színész, reklámgrafikus.

## Élete
Édesanyja óvónő, édesapja cukrász. Tizennégy éves korában Budapestre költözött, ahol először a Képző- és Iparművészeti Szakközépiskolába járt, majd a Képzőművészeti Főiskolán végzett grafikusként. Az 1986 és 1992 között aktív Lacht el Bahhtar zenekar egyik énekese volt. Színészetet nem tanult. Vajdai Vilmos ajánlására került a Tilos az Á-ba „csaposnak”, ahol közösen megalakították a Tilos az Á performance színházat, a Táp Színház elődjét. Első színházi szerepét Csányi Jánostól, a Bárka Színház igazgatójától kapta. 1993-tól az ország egyik legjobb társulata – Katona József Színház – foglalkoztatta, 1995-ben szerződtette. 2004-ben hasonló okokból, mint korábban Stohl András, távozott a színházból, de egyes szerepeit tovább játszhatta. A filmen első jelentős sikerét Herendi Gábor Valami Amerika című alkotásában aratta. Ez szélesebb és zajosabb népszerűséget biztosított számára, mint a színházban elért sikerei. 2008-tól improvizációs készségét kamatoztatta a Beugró című televíziós műsorban. Ettől az évtől a „Katona” vendég művészeként, új darabokban (Gorkij: Barbárok, rendező: Ascher Tamás, valamint Bozsik Yvette: Lány, kertben) is szerepet osztottak rá. Vendégszereplőként fellépett többek között a Merlin, az Örkény, a Kolibri és a székesfehérvári Vörösmarty Színházban, valamint a Játékszínben. A 2010/2011-es évadtól a szombathelyi Weöres Sándor Színház állandó színésze volt, Madách Imre Az ember tragédiája című színművében debütált Ádám szerepében.
Eredeti hivatását gyakorolhatta látvány-, illetve díszlettervezőként a következő előadásokban: Túlélési gyakorlatok; A kékszakállú herceg csodálatos élete. 2012-től a Thália Színház tagja.
2018 januárja és 2020 májusa között a Petőfi Rádió Talpra magyar című reggeli műsorának műsorvezetője volt.
Játszott a Tiszta kosz című produkcióban. Partnere volt Póka Angélának, valamint Nagy Szabolcs, Szabó Tamás és Szász Ferenc Jr. zenészeknek.

### Magánélete
Első házasságában, Horváth Judittal egy kislány, Bori született, akivel együtt énekelte el a Quimby Most múlik pontosan című dalát a DTK showban. Első feleségétől elvált, majd feleségül vette 2021-ben Rezes Judit Jászai Mari-díjas színésznőt. Két fiuk született, Mihály Simon (2010) és Gáspár Zoltán (2019).
A 90-es években évekig drogfüggő volt, amiről könyvet írt. Ebből a könyvből készült el Herendi Gábor filmje, a Toxikoma.

## Főbb színházi szerepei
- Shakespeare:
  - Szentivánéji álom. Rendező: Csányi János
  - Szeget szeggel. Rendező: Máté Gábor 1996
  - Macbeth Rendező: Fésős Zoltán (2005)
  - III. Richárd. rendező: Szurdi Miklós (2007)
  - A vihar. Rendező: Zsámbéki Gábor (1999)
- Kundera: Jakab meg gazdája. Rendező: Ivo Krobot (1993)
- Büchner: Danton halála. Rendező: Hargitai Iván (1993)
- Bozsik Yvette koreográfiái, rendezései:
  - Az estély (1993)
  - Kabaré (1998)
  - János vitéz (2000)
  - Egy faun délutánja (2002)
  - Állatfarm (2002)
  - Lány, kertben (2009)
- Ascher Tamás rendezései
  - Pirandello: Ma este improvizálunk. (1994)
  - John Arden: Élnek, mint a disznók. (1995)
  - Hamvai Kornél: Hóhérok hava. (2000)
  - Gorkij: Barbárok (2008)
- Boszorkányok. Rendező: Vajdai Vilmos (1994)
- Victor Hugo: A nevető ember. Rendező: Jeles András (1995)
- Hauptmann: Henschel fuvaros. Rendező: Zsótér Sándor (1997)
- Tasnádi István: Közellenség. Rendező: Schilling Árpád (1999)
- Weöres Sándor: Szent György és a sárkány. Rendező: Zsámbéki Gábor (2001)
- Urs Wildmer: Top Dogs. Rendező: Bagossy László (2002)
- Vinnai András: Motel. Rendező: Bodó Viktor (2003)
- Egressy Zoltán: Fafeye, a tenger ész. Rendező: Pelsőczy Réka (2004)
- Beaumarchais: Figaro házassága. (Rendező: Lendvai Zoltán (2006)
- Shaffer: Gyilkos. Rendező: Balázsovits Lajos (2008)
- Csehov: Cseresznyéskert. Rendező: Jordán Tamás (2009)
- Cziczó Attila:[11] Tiszta kosz. Rendező: Rohonyi Gábor (2009)
- Molnár Ferenc: Liliom-címszerep. Rendező: Valló Péter (2010)
- Madách Imre : Az ember tragédiája Rendező: Jordán Tamás (2011)

## Filmjei
- Ványa bácsi - Buborékkeringő (2025)
- Gólkirályság (2024, televíziós sorozat)
- Valami Amerika (2023, televíziós sorozat)
- Hadik (2023)
- Brigi és Brúnó (2022–2023) (televíziós sorozat)
- Toxikoma (2021) (önéletrajzi ihletésű film)[12]
- Game Over Club (2018-ban forgatott, de bemutatásra nem került film)[13]
- Egynyári kaland (2019)
- Boszorkányház (2019)
- Jófiúk (2019) (televíziós sorozat)
- Alvilág (2019) (televíziós sorozat)
- X – A rendszerből törölve (2018)
- Valami Amerika 3. (2018)
- A tökéletes gyilkos (2017)
- A mi kis falunk (2017–) (televíziós sorozat)
- Cool Story Bro (2017) (websorozat)
- Holnap tali – A premier (2018) (film)
- Holnap Tali! (2016–2018) (websorozat)
- Cop Mortem (2016)
- Liza, a rókatündér (2015)
- Idegenek (kisfilm, 2015)
- Kossuthkifli (2015) (televíziós sorozat)
- Mindenből egy van (2012, 2016, televíziós sorozat)
- Barátok közt (2012) (tv-sorozat)
- Casino (2011) (tv-sorozat)
- Zimmer Feri 2. (2010)
- Szuperbojz (2009)
- Magic Boys (2009)
- Beugró (televíziós sorozat)
- Intim fejlövés (2008)
- Valami Amerika 2. (2008)
- Zsaruvér és Csigavér III.: A szerencse fia (2007) (tévéfilm)
- Buhera mátrix (2007)
- Klipperek 2.0 (2007) (tévéfilm)
- Megy a gőzös (2007)
- Szuromberek királyfi (2007) (tévéfilm)
- Egy bolond százat csinál (2006)
- Metamorfózis (2006)
- Noé bárkája (2006)
- Melyiket a kilenc közül? (2006) (tévéfilm)
- De kik azok a Lumnitzer nővérek? (2005)
- Az igazi Mikulás (2005)
- Magyar vándor (2004)
- Nyócker! (2004)
- Kontroll (2003)
- Oroszlánbarlang (2003)
- Közellenség (2002) (tévéfilm)
- Szent Iván napja (2002)
- Szeret, nem szeret (2002) (tévéfilm)
- A kanyaron túl (2001)
- Vademberek (2001)
- Valami Amerika (2001)
- Vírusbosszú (2000)
- Balra a nap nyugszik (2000)
- A csodálatos Mandarin (2000)
- Se kép, se hang (2000)
- El Nino - A Kisded (1999)
- 6:3, avagy Játszd újra, Tutti! (1998)
- Altamira (1997)
- Kisváros (1996) (televíziós sorozat)
- Nyugattól keletre, avagy a média diszkrét bája (1993)
- Biztosítás
- Folytassa Claudia! (televíziós sorozat)
- Kabaré (tévéfilm)
- Szombat esti láz (televíziós sorozat) 2. évad (2006)
- Beugró plusz (televíziós sorozat) (2011–2012)

## Hangjáték
- Jaroslav Hasek: Svejk, egy derék katona kalandjai a világháborúban (1997)
- O'Flatharta, Antoine: Három pokróc 20 font (1998)
- Tandori Dezső: Klakk és Frakk és Musztafa (1999)
- Nagy Koppány Zsolt: Amelyben Ekler Ágostra emlékezünk (2013)
- Illyés Gyula: Ítélet előtt (2014)
- Móricz Zsigmond: Tündérkert (2014)
- Rodion, Markovits: Az aranyvonat (2014)
- Rejtő Jenő: A néma revolverek városa (2014)
- Casanova: Casanova visszatér (2015) – ifjabb Casanova[14]
- Móricz Zsigmond: Forró mezők (2015)
- Rejtő Jenő: Vesztegzár a Grand Hotelben (2015)
- Móricz Zsigmond: A nagy fejedelem (2016)
- Kosztolányi Dezső: Városi történetek az 1900-as évekből (2018)
- Kosztolányi Dezső: Városi történetek az 1910-es évekből (2018)
- Kosztolányi Dezső: Városi történetek az 1920-as évekből (2018)
- Czető Bernát László: Túloldali történetek (2019)
- Rejtő Jenő: A megkerült cirkáló (2019)
- Kaffka Margit: Színek és évek (2021)

## CD, DVD
- Tiszta kosz (Pászka Millenium Kft. 2009)

## Kötetei
- Supertravel; Athenaeum, Bp., 2009 + DVD
- Toxikoma. Tíz év drogvallomásai. Csernus Imre jegyzeteivel; Libri, Bp., 2012, ISBN 9789633101124

## Díjai
- PUKK-díj (1998)
- Jászai Mari-díj (2022)[15]